# Tephrocactus molinensis
Tephrocactus molinensis ist eine Pflanzenart in der Gattung Tephrocactus aus der Familie der Kakteengewächse (Cactaceae). Das Artepitheton molinensis verweist auf das Vorkommen der Art beim argentinischen Ort Molinos.

## Beschreibung
Tephrocactus molinensis  wächst in kleinen Gruppen von 25 Zentimeter Durchmesser, die häufig teilweise mit Sand bedeckt sind, und erreicht Wuchshöhen von bis 10 Zentimetern. Die leicht abfallenden, rotbräunlichen, kugelförmigen bis kurz eiförmigen Triebsegmente sind gehöckert. Sie sind 2,5 bis 4 Zentimeter lang und weisen Durchmesser von 1,5 bis 3 Zentimetern auf. Die Höcker sind nur undeutlich ausgebildet. Pro Triebsegment sind 20 bis 25 gleichmäßig verteilte Areolen vorhanden, die ziemlich groß sind. Dornen sind nicht vorhanden. Die rötlichen oder gräulichen und nur selten fast weißen Glochiden stehen in deutlichen Büscheln und sind von einem Haarring umgeben.
Die mehr oder weniger rosaweißen Blüten besitzen dunklere Mittelstreifen. Sie sind bis 3 Zentimeter lang und erreichen ebensolche Durchmesser. Ihr Perikarpell ist mit Areolen bedeckt, die mit Wolle bedeckt sind. Die dünnwandigen Früchte sind trocken.

## Verbreitung, Systematik und Gefährdung
Tephrocactus molinensis ist im Norden Argentiniens auf sandigen Böden in Höhenlagen von 1600 bis 2600 Metern verbreitet.
Die Erstbeschreibung als Opuntia molinensis  erfolgte 1923 durch Carlos Luis Spegazzini. Curt Backeberg stellte die Art 1953 in die Gattung Tephrocactus. Ein weiteres nomenklatorisches Synonym ist Maihueniopsis molinensis (Speg.) F.Ritter (1980).
In der Roten Liste gefährdeter Arten der IUCN wird die Art als „Least Concern (LC)“, d. h. als nicht gefährdet geführt. Die Entwicklung der Populationen wird als stabil angesehen.

## Nachweise